# Gettysburg
Gettysburg [ˈgɛtɪzbɝːg] ist ein Borough sowie County Seat des Adams County im Süden des US-Bundesstaates Pennsylvania, nahe der Grenze zu Maryland. Es wurde bekannt durch die Schlacht von Gettysburg im Sezessionskrieg. Das U.S. Census Bureau hat bei der Volkszählung 2020 eine Einwohnerzahl von 7.106 ermittelt.

## Geschichte
Im Jahr 1786 legte der irischstämmige Siedler James Gettys (1759–1815) die Stadt an und nannte sie Gettystown. 1800 wurde sie County Seat des Adams County und in Gettysburg umbenannt.

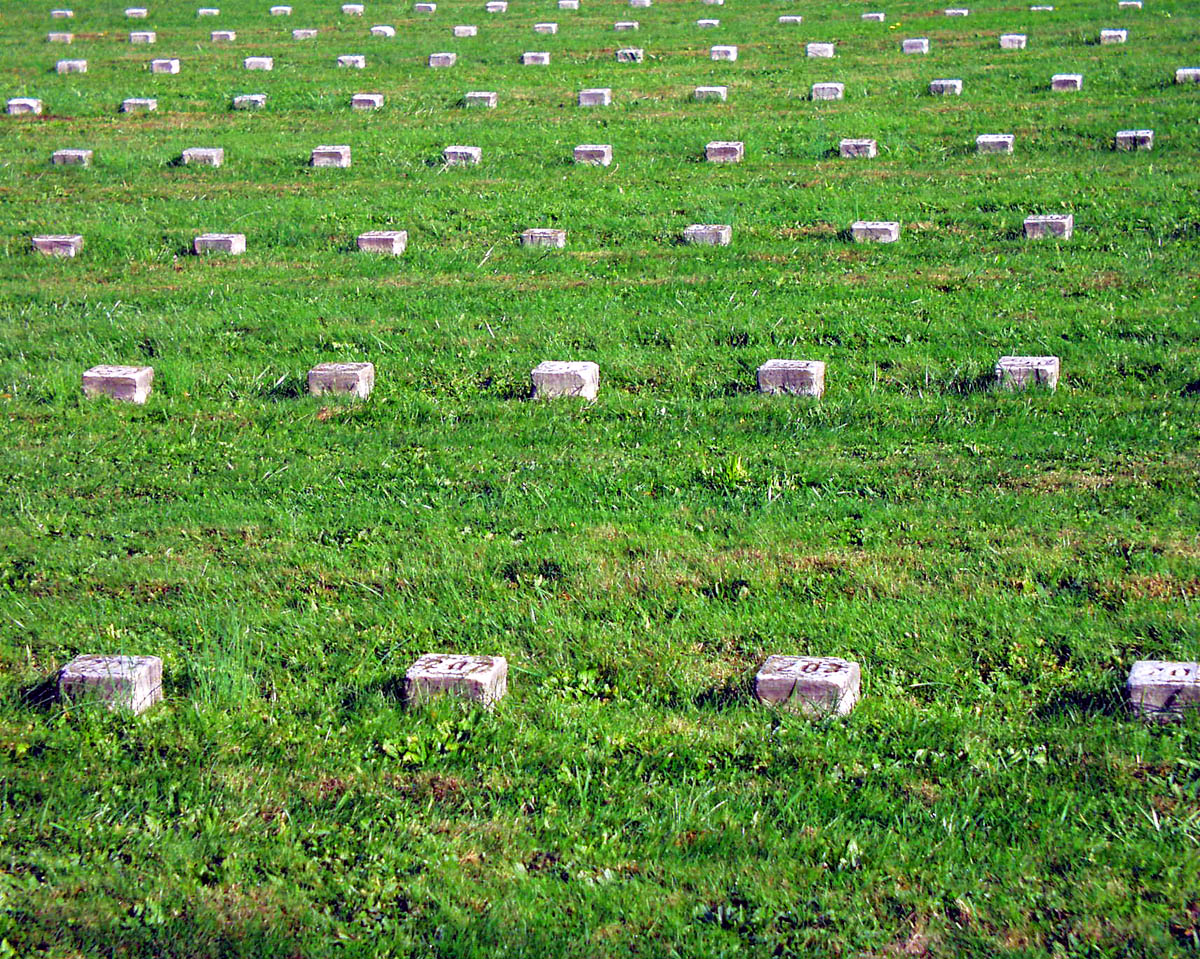
Friedhof Gettysburg: Nummerngräber der Opfer

Vom 1. bis zum 3. Juli 1863 war Gettysburg Schauplatz einer der entscheidenden Schlachten des Amerikanischen Bürgerkrieges. Rund 6.000 Männer wurden getötet, 27.000 verwundet. Am 19. November des gleichen Jahres besuchte der damalige US-Präsident Abraham Lincoln zur Einweihung des neuen Friedhofs Gettysburg und hielt am Ende der Zeremonie eine knapp dreiminütige Rede, die heute als Gettysburg Address bekannt ist und als eine der bedeutendsten Reden der amerikanischen Geschichte angesehen wird. Rund um den Friedhof und das Schlachtfeld entstand der Gettysburg National Military Park etwas außerhalb von Gettysburg.
Am 50. Jahrestag der Schlacht im Sommer 1913 feierten Veteranen in Gettysburg eine Verbrüderungszeremonie. Am 3. Juli 1938, dem 75. Jahrestag, besuchten US-Präsident Franklin Delano Roosevelt und schätzungsweise 250.000 Schaulustige Gettysburg, um das „Eternal Peace Light Memorial“ einzuweihen.
1950 erwarb der spätere US-Präsident Dwight D. Eisenhower eine Farm in Gettysburg als Altersruhesitz. Dort wurde auch 1959 der damalige sowjetische Regierungschef Nikita Chruschtschow empfangen.
Sechs Bauwerke in der Stadt sind insgesamt im National Register of Historic Places (NRHP) eingetragen (Stand 24. Oktober 2020), darunter das Adams County Courthouse, die Gettysburg Armory und das Lutheran Theological Seminary-Old Dorm.

## Persönlichkeiten
- Leo Francis Stock (1878–1954), Historiker